# Unai Expósito
Unai Expósito Medina (Baracaldo, Vizcaya, 23 de enero de 1980) es un exfutbolista español que jugaba de lateral derecho. También fue director deportivo del C. D. Santurtzi KE de Tercera División en 2020.
Es sobrino de Iosu Expósito, cantante y guitarrista del grupo punk Eskorbuto.

## Trayectoria
Se formó en las categorías inferiores del Athletic Club. El 14 de mayo de 2000 debutó con el primer equipo en un empate a cero ante el R. C. D. Espanyol. En 2002 abandonó el Athletic para jugar una temporada con el C. D. Numancia, en calidad de cedido, después de haber pasado tres temporadas en el Bilbao Athletic.
En 2003 fichó por el C. A. Osasuna, equipo en el que permaneció dos temporadas; en la primera disputó tres partidos de liga como titular. En su última temporada en el club navarro jugó 20 partidos de Liga y 2 de Copa.
En la temporada 2005-06 regresó al Athletic Club a cambio de 270 000 euros. Esa temporada disputó 24 partidos de Liga y 4 de Copa del Rey. En la siguiente su participación aumentó hasta los 32 partidos. Su última temporada en el Athletic Club, apenas contó para Joaquín Caparrós.
Para la temporada 2008-2009 fichó por el Hércules C. F. con la carta de libertad recibida por parte del Athletic.
En julio de 2009 fichó por el F. C. Cartagena para la temporada 2009-2010, donde marcó tres goles ante U. D. Las Palmas, Levante U. D. y Gimnástic de Tarragona. Finalizó la campaña con un total de 25 partidos disputados y 3 goles marcados. En la temporada 2010/2011 disputó un total de 16 encuentros a lo largo de la temporada.
En junio de 2011 fichó por el C. D. Numancia durante dos temporadas. Al acabar su contrato, fichó por el Barakaldo C. F., donde permaneció una temporada.
Su último equipo es el C. D. Santurtzi KE, donde permaneció dos temporadas hasta su retiro en 2016, pasando a ser director deportivo del club.

## Clubes
| Club               | País   | Año       |
| ------------------ | ------ | --------- |
| Bilbao Athletic    | España | 1999-2002 |
| Athletic Club      | España | 1999-2002 |
| C. D. Numancia     | España | 2002-2003 |
| C. A. Osasuna      | España | 2003-2005 |
| Athletic Club      | España | 2005-2008 |
| Hércules C. F.     | España | 2008-2009 |
| F. C. Cartagena    | España | 2009-2011 |
| C. D. Numancia     | España | 2011-2013 |
| Barakaldo C. F.    | España | 2013-2014 |
| C. D. Santurtzi KE | España | 2014-2016 |